# Jadwiga Barszczewska
Jadwiga Barszczewska-Michałowska (ur. 13 lutego 1884 w Samarkandzie, zm. 20 maja 1966 w Warszawie) – polska pedagog, członkini kobiecego komitetu wyborczego Unii Narodowo-Państwowej w 1922.

## Życiorys
Córka Leona Barszczewskiego - podróżnika i oficera wojskowego oraz Ireny Zofii z Niedźwieckich. W wieku 10 lat rozpoczęła edukację w gimnazjum w Samarkandzie, kontynuowała ją w Instytucie Wielkiej Księżnej Ksenii w Petersburgu, który ukończyła w 1901. Następnie studiowała na Wyższych Kursach Handlowych w Petersburgu, kształcących kadrę pedagogiczną średnich szkół handlowych - nauczano tam m.in. ekonomii, towaroznawstwa, geografii i przyrodoznawstwa. Gdy jej ojciec objął dowództwo pułku piechoty w Siedlcach, Jadwiga spędzała u niego wakacje i związała się z miastem. W 1904 dzięki pomocy ojca wyjechała w podróż po krajach europejskich, w celu pogłębienia wykształcenia pedagogicznego. 

### Działalność w Siedlcach
W wieku 20 lat rozpoczęła prowadzenie w Siedlcach własnej szkoły (Żeńska Szkoła Handlowa). Jej inicjatorem i fundatorem był Leon Barszczewski, jednakże zamysł wcieliła w życie jego córka, która uzyskała zezwolenie na otwarcie placówki. Było to zadanie niezmiernie trudne, po odmowie wydania koncesji ze strony ministerstwa, zgodę wydała sama cesarzowa. Mimo iż szkoła nosiła nazwę „handlowej” - była placówką o charakterze zawodowym, Barszczewska od początku planowała kształcenie w zakresie wiedzy ogólnej - zawodowe szkoły handlowe powstawały wówczas ze względów politycznych, by uniezależnić się od zrusyfikowanego Ministerstwa Oświaty i znaleźć się pod zarządem liberalnego Ministerstwa Handlu i Przemysłu. Pozwoliło to na wykładanie większości przedmiotów w języku polskim oraz uniknięcie nadzoru carskich władz oświatowych - szkoła realizowała podwójny program, nauczając nieoficjalnie historii i geografii Polski oraz literatury. W 1916 placówka uzyskała status wyższej szkoły realnej, co stało się możliwe dzięki uniezależnieniu wschodniej części kraju od wpływów rosyjskich. Pozwala to wyjaśnić fakt, iż matura „handlówki” (od 1908) uznawana była za pełnowartościową w krajach zachodnich i umożliwiała absolwentkom szkoły kontynuowanie nauki. Dlatego też Barszczewska dbała o wypełnienie surowych wymagań programowych i organizacyjnych. Szkoła była przedsięwzięciem autorskim pod względem metod nauczania, treści programowych, wychowania i wyposażenia i nie miała sobie podobnej w Królestwie - wprowadzono zajęcia laboratoryjne i warsztaty, ugruntowano reguły szkolne i stworzono odpowiednio wysoki poziom nauczania. Szkoła posiadała pracownię chemiczną, fizyczną i przyrodniczą, wzorem fińskim Barszczewska wprowadziła też zajęcia z robót ręcznych: cerowania, szycia i kroju. Prowadzono lekcje rysunku i zajęcia w ogrodzie. W szkole pracował lekarz (było to wówczas novum), nie stosowano kar cielesnych, stosowano oceny opisowe (nie liczbowe). Mianowana dyrektorką została dopiero w 1907  (warunkiem uzyskania koncesji było kierowanie szkołą w początkowym okresie przez Rosjanina) i pozostała na stanowisku 13 lat.

### Działalność w Warszawie
Od 1920, przez 9 lat, kierowała państwowym gimnazjum im. Marii Konopnickiej w Warszawie. Jej pracę pedagogiczną dostrzeżono w 1928, kiedy to Barszczewska rozpoczęła pracę w Ministerstwie Wyznań Religijnych i Oświecenia Publicznego. Rok później przeniesiono ją na stanowisko wizytatorki Ministerstwa w wydziale szkół średnich. Przyczyniła się do stworzenia w ministerstwie wydziału wychowania, w którym pracowała do 1939.
Wraz z początkiem wojny zaczęła aktywnie działać w tajnej Komisji Oświecenia Publicznego, przez co musiała się ukrywać. W 1945 została ponownie zatrudniona w Ministerstwie Oświaty na stanowisku wizytatorki. Po 4 latach pracy w przykrych okolicznościach została zwolniona, dopiero w 1957 nastąpiła jej całkowita rehabilitacja. Będąc na emeryturze zajmowała się wraz z mężem tłumaczeniem rosyjskich prac metodycznych. W 1960 zaczęła czynnie pracować w Związku Nauczycielstwa Polskiego, za co pięć lat później została uhonorowana złotą odznaką związku.
Została pochowana na cmentarzu Powązkowskim w Warszawie (kwatera 348-6-11).

## Ordery i odznaczenia
- Srebrny Wawrzyn Akademicki (5 listopada 1935)[3]
- Złota Odznaka ZNP
- Krzyż Oficerski Orderu św. Sawy (Serbia)